# 瓜生岩子
瓜生 岩子（うりゅう いわこ、1829年3月19日〈文政12年2月15日〉- 1897年4月19日）は、明治時代の社会事業家。孤児・窮民の救済、授産指導などに尽力した。藍綬褒章受章者。瓜生 岩としても知られる。

## 生い立ち
陸奥国耶麻郡熱塩村（現在の福島県喜多方市）に渡辺利左衛門、りえの長女として誕生。生家は会津藩領の商家（油商）で、山形に支店もあった。岩4歳の時に天保の大飢饉が始まり、会津でも天変地異や凶作のため農村は疲弊していた。天保8年（1837年）9歳で父が急病となり死別。その49日後に家が火災に遭い、母の実家である温泉業「山形屋」に母、弟と3人で身を寄せることとなり、瓜生姓を名乗る。
14歳の時に若松に住む叔父、山内春瓏のもとに行儀見習いのため預けられる。春瓏は会津藩侍医で、産科と婦人科に秀で、和漢の学に通じ、仏教に造詣が深かった。この叔父から教えられた実践的な哲学と堕胎防止の啓蒙運動こそ、岩に大きな影響を与えたのであった。
弘化2年（1845年）17歳の春、高田在の名主佐瀬氏の次男茂助を婿養子に迎え、若松に呉服店を開く。やがて1男3女をもうけ、商売も順調に進むかにみえたが28歳の時、夫茂助が喀血。以後夫の看病、子供の世話、夫に代わっての商売と精一杯の人生を歩む。こうした矢先、頼りとする叔父が他界、番頭が店の金を持ち逃げするなど不幸が相次いだ。7年間の臥床の末に夫は死亡し、翌年には母も他界。なす術もなく母と同じ運命を背負って熱塩の瓜生家に再び身を寄せたのである。絶望に打ちひしがれた岩は、母の菩提寺示現寺の隆覚禅師に「尼になりたい」と訴えると、逆に「お前より不幸な人は大勢いる、もっと不幸な人のために捧げなさい」と諭され、師の貧者救済の教えに立ち直ったという。

## 経歴
しかし岩が戻った会津は、戊辰戦争に巻き込まれ、一般の民衆を貧困のどん底に陥れていた。明治元年（1868年）9月、鶴ヶ城開城。前藩主松平容保とその藩士はそれぞれ領内各地に謹慎の身となり、やがて西軍により民政局が組織された。岩の社会活動は、正にこの会津戦争の中から始められた。敵味方なく行われた救済の逸話は勇敢な岩の姿を次のように伝えている。
岩の住む喜多方にも藩士とその家族が割り当てられた。岩はその生活を助けるために私財を投じて衣類や夜具、玩具などを与えた。やがて子弟の教育を願って幼学校の設立を思い立ち、民政局に出願するも受け入れられず、待ちきれなくなった岩は翌明治2年（1869年）6月に私財を投じて小田付村幼学校を設立する。会津藩教育の主柱であった藩校日新館の復興を願ったものであったが、武芸に代わって特に算術や算盤を採り入れたのである。廃藩置県によって禄を失った武士の、生きる道に役立つ方法を考えたのである。一方、岩は藩士やその家族のために、会津の産業である養蚕や機織り、漉返し紙の製造、染形紙、畳表や笊、籠などの技術を教え、更生への手立てを与えた。幼学校は近郷に知れ渡り、やがてその業績を認められ民政局から表彰されるなど、その事業は軌道に乗ったかにみえた。
しかし翌明治3年（1870年）、旧会津藩が陸奥国斗南へ3万石で移封され、旧藩士もそれに伴うことになり、幼学校の生徒は半減、また明治5年（1872年）小学校令の予告が政府から会津地方にもあり、小田付村幼学校は閉鎖。岩はこれを機にかねてから興味のあった貧民救済事業の実際を学ぼうと上京する。捨児、孤児や老疾者を収容していた佐倉藩大塚十右衛門の救養会所を視察、帰郷後喜多方の長福寺を借り受け、行路病者や幼学校での貧困者、孤児を移して世話をする。同時に農家の娘たちを集め裁縫教授所を設けた。当時会津で盛んに行われていた観音講や念仏講に自ら足を運び堕胎防止も訴えた。明治15年（1882年）、ときの県令三島通庸の会津三方道路建設強行により福島事件が起きるが、岩は三島の知遇を得ることになり、単なる私的活動が公的性格を帯びると同時に範囲も拡大、喜多方から福島県下、さらに東京へと広がることになる。明治19年（1886年）岩は福島の長楽寺に移り住み、救育所設立の運動に没頭、明治23年（1890年）福島救育所として日の目を見る。しかし資金調達が思わしくなく、明治24年（1891年）岩は上京し窮民貧児のための救済機関として救養会所の全国設置を求め、第1回帝国議会に女性として初めて請願書を提出。これと前後して東京市養育院に招かれ幼童世話掛長の職に就いた。
育児会設立のために帰郷を促された岩は、同年12月に若松、喜多方、坂下3ヶ所に貧児を養育する育児会を設置、翌明治25年（1892年）には福島瓜生会を設立。さらに26年に仏教徒による福島鳳鳴会を組織、貧困者の救済に尽力、明治28年（1895年）に鳳鳴会は育児部を独立、これがのちの福島育児院となる。
日清戦争が始まると岩は東京下谷に移り、いも飴、飴粕の利用で戦時食品の普及を図る一方、後藤新平と出会い、無料診療所の全国設置を企画、台湾の救養活動を計画して長男祐三を台湾に送った。この間三陸津波の救援活動等精力的に救済事業に奔走、明治29年（1896年）に藍綬褒章を受章するも、明治30年（1897年）福島で過労のため病臥、福島瓜生会事務所にて死去した。
岩死の二日前の和歌という。墓は喜多方市熱塩加納町熱塩甲の示現寺にある。明治34年（1901年）、浅草公園に大熊氏広作の銅像（座像）が建立された。岩子の生涯を顕彰した「押切川～岩子のように～」（詞曲・板谷隆司、歌・加納ゆうこ）という歌がある。大正13年（1924年）、従五位を追贈された。
熱心な弱者救済活動から、「日本のナイチンゲール」と呼ばれることもある。

## 顕彰像

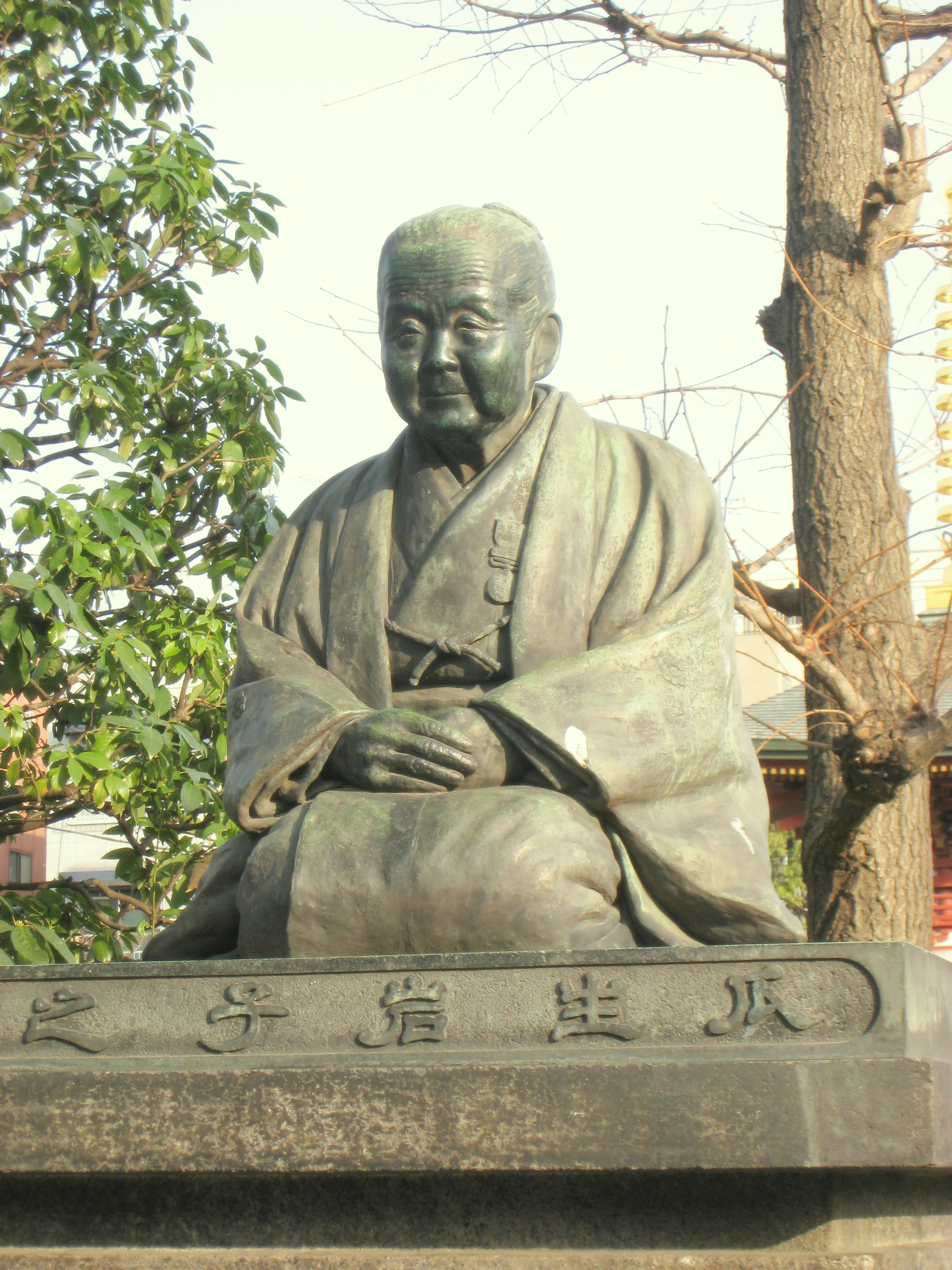
浅草寺境内

明治34年（1901年）、土方亀子・板垣絹子らの主唱により浅草寺境内に座姿の銅像（大熊氏廣製作・下田歌子撰文）が建立されて以降、郷里の各地に顕彰像が建てられている。
- 浅草寺（東京都、明治34年）
- 長楽寺（福島市、大正14年）
- 示現寺（喜多方市熱塩加納町、昭和7年）
- 佐牟乃神社（喜多方市北町、昭和31年）
- あすなろ保育園（福島市、平成4年）
- 瓜生岩子記念館（喜多方市、平成5年）